# Motorcoureur
Een motorcoureur -oorspronkelijk motorrenner genoemd-  is een persoon die voor zijn beroep of uit liefhebberij deelneemt aan wedstrijden met een motorfiets.
Al vanaf het bestaan van de eerste motorfietsen wilden de uitvinders en later de fabrikanten aantonen dat hun producten de moeite waard waren. Aanvankelijk moesten ze sneller zijn dan fietsen en paarden, maar al in de jaren tachtig van de 19e eeuw werden er onderlinge wedstrijden gehouden. Als coureur traden de fabrikanten soms nog zelf op, zoals Albert de Dion en Léon en Camille Bollée en Alois Wolfmüller.

## Races en betrouwbaarheidsritten
In het begin van de 20e eeuw werd er volop geracet, veelal langeafstandswedstrijden waarbij de betrouwbaarheid belangrijker was dan de snelheid. Toen waren al snel fabriekscoureurs: Maurice Fournier, Rigal, de gebroeders Harry en Charlie Collier (erven van het merk Matchless), Harry Martin, Marius Thé (wereldkampioen in 1904), Vincenzo Lanfranchi (recordhouder op de 100 km in 1904) en Allessandro Anzani (Europees kampioen in 1905).

## Fabrieks- en privérijders
| Valentino Rossi was in 2012 al 9-voudig wereldkampioen                     |
| Jack Middelburg en Boet van Dulmen waren privérijders met productiemotoren |

Die wedstrijden over lange afstanden boden ook de mogelijkheid aan privérijders om met hun eigen motorfietsen deel te nemen. De betrouwbaarheidsritten, soms internationaal georganiseerd, werden tussen de eerste landelijke motorclubs bestreden en hun leden waren zonder uitzondering privérijders. Er was in die tijd nog weinig onderscheid tussen terrein- en wegwedstrijden, omdat de verharde wegen nog niet bestonden en de coureurs moesten zich in alle disciplines bewijzen. In de jaren tien bleef Charlie Collier nog zelf met zijn eigen Matchlessmachines rijden, maar hij was dan ook een absolute topcoureur. Andere merken gingen eigen teams samenstellen, waarbij een van de eerste Indian was. Dat moest in de Verenigde Staten al de strijd tegen Harley-Davidson aangaan, maar besefte ook dat de verkoop in Europa succesvol kon worden door een eigen team in de Isle of Man TT in te zetten. Het huurde daarvoor ook Britten in. Dat was juist daar belangrijk vanwege de nodige circuitkennis van de 60 km lange baan. In de jaren dertig ging men steeds meer van de techniek van de fabrieksracers doorvoeren op normale productiemodellen, waardoor de eerste sportmotoren ontstonden. Het gevolg daarvan was dat veel gewone kopers met deze machines aan wedstrijden gingen deelnemen. Daar speelde men op in door bijvoorbeeld de "Clubman" modellen uit te brengen en zelfs speciale "Clubman races" op te zetten. In de jaren na de Tweede Wereldoorlog kon op die manier een behoorlijk aantal deelnemers aan het wereldkampioenschap wegrace, het Europees kampioenschap wegrace en de Isle of Man TT deelnemen. Er kwamen zeer dure fabriekracers met vier of meer cilinders, en veelal Britse eencilinders voor de privérijders. In de jaren zeventig en tachtig konden privérijders meer gespecialiseerde productieracers aanschaffen die veel dichter tegen de fabrieksracers zaten. Afhankelijk van de hun financiële situatie of hun sponsors konden de rijders speciale kits kopen om hun machines zo dicht mogelijk bij het fabrieksmateriaal te krijgen. Met de komst van de MotoGP was dat niet meer mogelijk. Deze motorfietsen waren zó duur, dat het niet meer mogelijk was er productiemodellen van te maken. Privérijders moesten hun heil zoeken in nationale kampioenschappen of het Europees kampioenschap.

## Andere klassen
In andere klassen dan de wegrace hing het veelal van de populariteit van de sport en het merk af of men daarvoor fabriekscoureurs in dienst nam. Bij de motorcross gebeurt dat wel, bij trial vaak door merken die zich (bijna) uitsluitend op trialmotoren richten. Bij ijsrace waren nationale teams belangrijk, en vooral de Sovjet-Unie betaalde haar beste rijders om deel te nemen aan internationale wedstrijden.

## Kleding
Zoals elke motorrijder moeten motorcoureurs beschermende motorkleding dragen. De is wel per tak van motorsport anders.

### Wegrace
In de wegrace zijn helmen sinds de jaren tien verplicht. De helm moet goedgekeurd zijn door de FIM of de organiserende nationale bond. In het algemeen wordt leer gebruikt, dat soms is geperforeerd om wat extra koeling te verkrijgen. Speciale handschoenen en motorlaarzen voor race zijn verkrijgbaar, en bijna altijd worden knee-pads gebruikt, die bij een regenrace de dubbele dikte hebben om toch contact met de baan te houden als er minder wordt afgeschuind. In 2012 werd er geëxperimenteerd met motorkleding voorzien van airbags en de meeste professionele rijders gebruikten dit systeem al. Racekleding is gemaakt voor valpartijen met hoge snelheid en vooral slijtvast om de huid te beschermen tegen het schuren over het asfalt. Daarnaast is protectie ingebouwd om klappen en stoten op te vangen. Vanwege de beperking van de luchtweerstand wordt meestal een raceoverall uit één stuk gebruikt, die op maat wordt gemaakt en zó strak zit dat lopen moeilijk is.

### Cross en enduro
Cross- en endurokleding is meestal van zichzelf nauwelijks beschermend en gemaakt van dun textiel. De wedstrijden worden dan ook met veel lagere snelheid gereden en op onverharde, maar niet altijd zachte, ondergrond. Daarom is er wel protectie in en onder de kleding aangebracht, meestal in de vorm van stevige crosslaarzen, knie- en scheenbeschermers, elleboog- en schouderbeschermers, rug- en borstbeschermers. Alle bescherming van het bovenlichaam kan zijn samengevoegd in een dun protectievest, waarbij alle protectoren met afstelbare riemen op de juiste plaats kunnen worden gezet. De protectie moet bescherming geven tegen vallen, maar ook takken en stenen. Door de lage snelheid speelt de luchtweerstand slechts een kleine rol en cross- en endurokleding zit dan ook ruim en comfortabel. Lopen blijft lastig door de extra stugge crosslaarzen.